# Muye Dobo Tongji
Im Jahre 1790 gab der koreanische König Jeongjo ein Buch namens Muye Dobo Tongji (auch „Muyedobotongji“) in Auftrag, welches übersetzt etwa „illustriertes Handbuch der Kampfkunst“ bedeutet. Dieses Buch, das von Yi Deok-mu (이덕무, 1741–1793) und Pak Je-ga (박제가, 1750–1805) geschrieben wurde, beschreibt detailliert viele Waffentechniken und in einem Kapitel auch unbewaffnete Kampftechniken. Letztere werden im Muye Dobo Tongji „Kwon Beop“ genannt. Das Buch wurde in vier Bänden veröffentlicht, wobei es einen zusätzlichen Band gibt, in dem die ursprünglichen chinesischen Zeichen (Hanja) in koreanischer Schrift (Hangeul) dargestellt werden.
Die im Muye Dobo Tongji beschriebenen Kampfkünste wurden im 20. Jahrhundert rekonstruiert, woraus die Kampfkünste Sippal Gi („18 Techniken“) und Muye 24 Gi („Kampfkunst der 24 Techniken“) entstanden. Letztere wird auch 24 Ban Muye genannt.
Das Muye Dobo Tongji ist eine Erweiterung der älteren Bücher Muye Sinbo und Muye Jebo, welche wiederum auf dem Ji Xiao Xin Shu (紀效新書, „Handbuch der neuen militärischen Taktik“) des chinesischen Generals Qi Ji-Guang (1528–1588) basieren.
Die Bände 1 bis 3 befassen sich hauptsächlich mit Stabwaffen und Schwertkampf. Der vierte Band behandelt den unbewaffneten Kampf (Gwonbeop „Boxen“), stumpfe Waffen (Stab und Dreschflegel) und Kampf zu Pferd.
Das Original des Muyedobotongji von 1795 enthält sechs Varianten des berittenen Kampfes: Gichang (Speerkampf zu Pferd), Masang Ssanggeom (Zwei Schwerter zu Pferd), Masang Woldo (Sichelschwert zu Pferd), Masang Pyeongon (Dreschflegel-Kampf zu Pferd), Gyeokgu (Ballspiel zu Pferd), Masang Jae (Kunstreiten).
Im Oktober 2017 wurde das Werk auf Antrag Nordkoreas in die Liste des Weltdokumentenerbes der UNESCO aufgenommen. Es ist der bislang einzige Eintrag des Landes in diesem Register.